# Берлінська резидентура (серіал)
Берлінська резидентура (англ. Berlin Station) — американський телевізійний трилер каналу Epix. Прем’єра десятисерійного сезону відбулась 16 жовтня 2016 року. 
1 листопада 2016 року канал Epix розпочав зйомки другого сезону. 
Події шпигунської драми відбуваються у столиці Німеччини. Молодий аналітик ЦРУ Даніель Мейєр прибуває до місцевого відділу резидентури. Там стався витік інформації і був розкритий резидент. Під керівництвом досвідченого слідчого-ветерана Гектора ДеЖана Деніел вчиться правил гри в суворому світі професійних агентів, повному небезпек, зради та моральних компромісів.
Основні зйомки відбувались у Берліні, а сцени в Марокко знімались на Канарських островах.

## У ролях

### Основний склад 1 сезону
- Річард Армітетж — Деніел Міллер, офіцер ЦРУ, який покинув роботу аналітика штаб-квартири Ленглі в США та поїхав до Берліна, щоб відшукати джерело витоку інформації
- Річард Дженкінс — Стівен Фрост, ветеран Холодної війни, який очолює резидентуру ЦРУ у Берліні
- Ріс Іванс — офіцер Гектор ДеЖан. досвідчений слідчий, працює на Стівена Фроста
- Мішель Форбс — Валері Едвардс, керівник відділу Берлінської резидентури
- Темлін Томіта — Сандра Абе
- Ліленд Орсер — Роберт Кірш, замісник керівника
- Бернхард Шюц — Ганс Ріхтер, шпигун старої закалки, керівник Німецької розвідки